# درمباخ
درمباخ (به آلمانی: Dermbach) یک شهر در آلمان است که در وارتبورگکرایس واقع شده‌است. درمباخ ۳٬۱۹۰ نفر جمعیت دارد.